# 豕尊
豕尊是中国商朝后期的青铜容酒器，形状像野猪，1981年在湖南省湘潭县九华乡桂花村船形山出土，现存湖南博物院。

## 概况
豕尊长72厘米，40厘米高，30公斤重，容积13公升，形状像野猪，有两颗獠牙，真个身体有鳞甲、龙纹和兽面纹。

## 出土
1981年，湖南省湘潭县九华乡桂花村船形山当地农民朱桂武在挖地基准备建造房子，意外挖出豕尊。